# Nowyj Bykiw
Nowyj Bykiw (ukr. Новий Биків) – wieś na Ukrainie, w obwodzie czernihowskim, w rejonie nieżyńskim. W 2001 liczyła 2024 mieszkańców.